# Joachim Frank
Joachim Frank, född 12 september 1940, är en tyskfödd amerikansk biofysiker vid Columbia University, New York. Han anses vara grundare av kryoelektronmikroskopi (cryo-EM) för enskilda partiklar. För detta tilldelades han 2017 års Nobelpris i kemi med Jacques Dubochet och Richard Henderson. Han har också gjort betydande bidrag till vår kunskap om ribosomens struktur och funktion hos bakterier och eukaryoter.